# 三浦梧楼
三浦梧樓（日语：〔〕／ Miura Gorō，1847年1月1日—1926年1月28日）號觀樹，日本武士、陸軍軍人、政治人物。陸軍中將、子爵。

## 生平

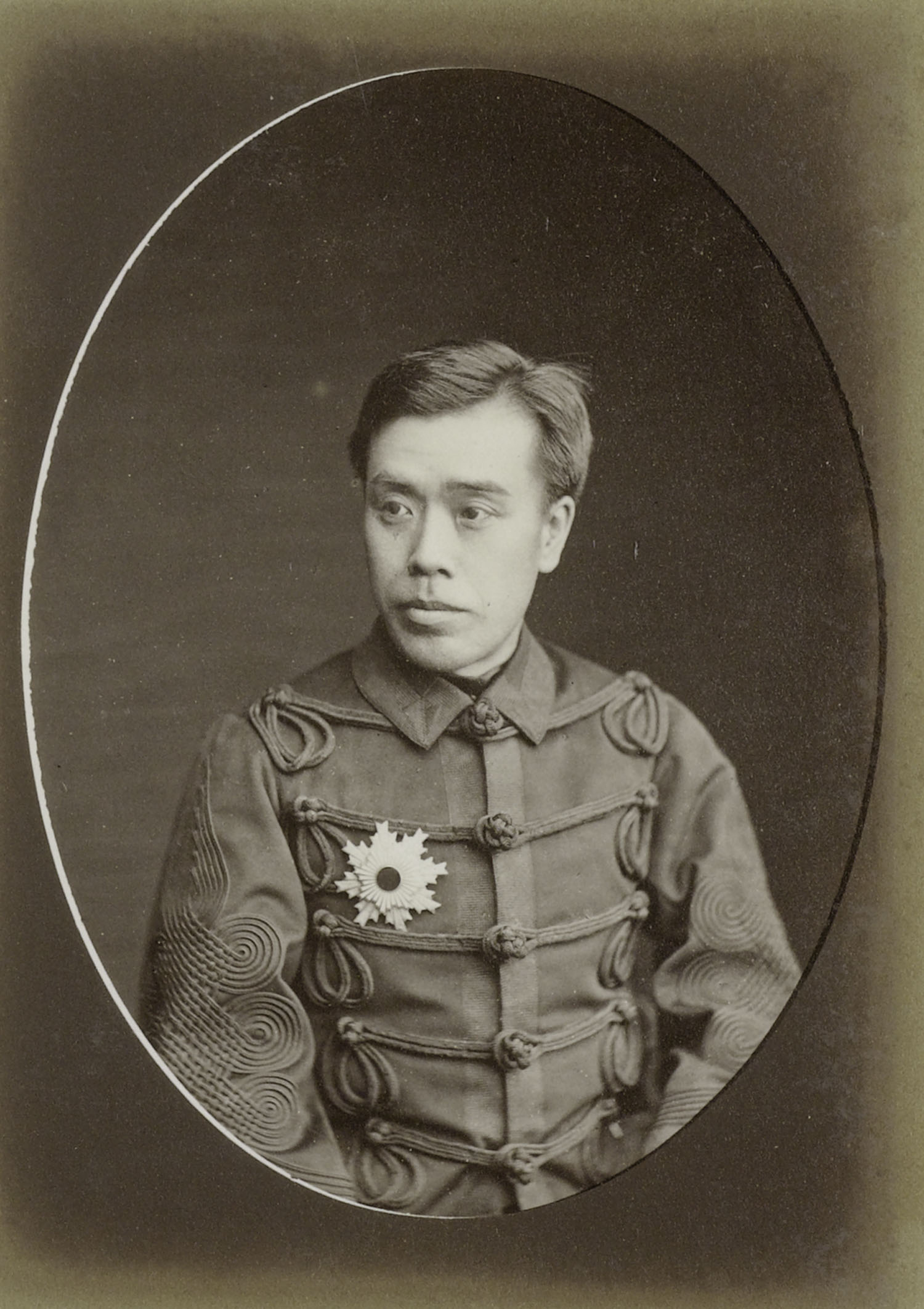
擔任陸軍中將時期

生於萩城郊的中津江。文久3年（1863年）進入長州藩軍隊服務，後成為長州藩諸隊之首的奇兵隊隊員，曾參與第二次長州征討、戊辰戰爭。後歷任東京鎮台司令官、廣島鎮台司令官。西南戰爭時，擔任第三旅團司令官。明治11年（1878年）晉升陸軍中將。明治17年（1884年）曾遊歷歐洲各國視察兵制。明治19年（1886年）因改革路線之爭退役。明治23年（1890）擔任貴族院子爵議員。明治28年（1895年）就任駐朝鮮全權公使，隨後主導朝鮮明成皇后（閔妃）暗殺事件（乙未事变）。明治43年（1910年）擔任樞密顧問官。大正年間，斡旋兩次三黨黨魁會議，確立日本國會的政黨政治。著作有僧服改正論（明治30年）、三浦將軍縱橫談（明治44年）。

## 乙未事变的推動
日本对闵妃亲俄不满，任命他就任駐朝鮮公使，他以“本人是一名军人，不懂外交”推辞，1895年7月11日向政府提出了对朝三条方案，要求政府选择，第一是日本独自支配朝鲜，第二是日本与他国共保护朝鲜，第三是与日俄分割朝鲜，他认为第一条方案“最公明正大”。日本政府未答复，于是他又拒绝出任公使，后来与内阁妥协，1895年7月19日接受了任命，8月17日下达委任状。三浦赴任前与玄洋社、熊本国权党等右翼团体碰头，带了两个精通朝鲜问题的武田范之和月成光赴任，前者曾加入间谍组织天佑侠，在东学党起义期间阴谋活动，后在日韩合并时做出很大贡献；后者是玄洋社核心成员，还带了一个右翼政客柴四郎作为幕僚前往朝鲜。
三浦赴任后，拜见朝鲜高宗和闵妃，对闵妃说：“外臣久在武职，驱驰阵马而无功。苟无陛下召见，将终年坐赏汉城的风月。况外臣信佛，自写经文以祈世之安泰，希望净写一部观音经，以供王后陛下御览。”闵妃对左右戏称为“金刚山一僧”，三浦自称是佛教之“参禅僧”，每日闭门不出，读经诵诗，称“读经公使”。
闵妃轻视三浦梧楼，更加朝亲俄方向发展。日本公使馆书记杉村濬、浪人冈本柳之助、《汉城新报》（日本驻朝公使馆机关报）社长安达谦藏等人一致把俄国影响的增长归罪于闵妃，认为靠外交手段不能阻止俄国势力的发展，“只有采取非常手段”，“除去王室的核心和代表人物闵后”，才能使朝鲜王室和俄国公使韦贝尔的联系“一刀两断”，三浦梧楼也“早已着眼于谋取除去这一祸根”。
朴泳孝创建新式军队“训练队”守护宫廷，两个大队（874人）兵力，日本人楠濑幸彦担任教官。王宫卫队是闵妃嫡系，不肯与训练队换防。闵妃赶走朴泳孝以后，7月17日将王宫卫队改编为“侍卫队”，玄兴泽出任联队长，美国人戴伊（W. M. Dye，又作茶伊）任教官。任命心腹洪启薰为训练队联队长，监视训练队。汉城开始有训练队要解散的消息。警务使李允用是贞洞派骨干，10月3日起不断挑唆巡检与训练队冲突，互有伤亡；10月6日，警务厅散布训练队夜里要来攻击的谣言。闵妃以训练队多次无理攻击巡检为由解散训练队。有传言闵妃准备将金弘集等亲日派全部刺杀，安插闵泳骏等外戚进政府。10月7日上午，军部大臣安駉寿奉闵妃命，到日本公使馆通报解散训练队和闵泳骏入阁。安駉寿刚走，训练队第二大队长禹范善就来日本公使馆求援。三浦梧楼和公使馆书记杉村濬商议，将原定于10月10日的“狐狩”计划于10月8日凌晨提前行动，招来领事官补堀口九万一，将《入阙方略书》交给他，又找了安达谦藏和国友重章，声称“消灭这个国家二十余年来的祸根在此一举”，然後进行最后动员，趁勢刺殺了閔妃。
乙未事变后，三浦梧楼致伊藤博文报告：“为维持我势力，达成当初之目的，实不得已出此事”。
在回忆录中只说他与大院君联手为朝鲜改革发动政变，不提闵妃被杀，说：“我辈行为之是非，恐唯上天照临而已！”

## 著作文獻
- 『観樹将軍縦横談』三浦梧樓談　熊田宗次郎（葦城）編

元版 実業之日本社 　大正13（1924）年
- 『観樹将軍回顧録』三浦梧樓談　小谷保太郎編、※中公文庫で1988年に刊行

元版 政教社 　大正14（1925）年、復刻版＜伝記叢書46．大空社＞、1988年　　
- 2冊を併せ、『明治反骨中将一代記 　三浦観樹将軍秘話』　芙蓉書房、1981年

## 外部連結
- 国立国会図書館 憲政資料室 三浦梧楼関係文書（寄託）
- 国立国会図書館 憲政資料室 三浦梧楼関係文書（所蔵）

| 貴族爵位和頭銜 | 貴族爵位和頭銜                              | 貴族爵位和頭銜    |
| -------------- | ------------------------------------------- | ----------------- |
| 新頭銜         | 三浦（梧楼）家子爵 （第一代） 1884年—1926年 | 繼任： 三浦松二郎 |